# Progressive meshes
Progressive meshes (postupné trojúhelníkové sítě) jsou jednou z technik dynamické úrovně detailu (LOD). Tuto techniku představil Hugues Hoppe v roce 1996. Tato metoda využívá uložení modelu do struktury – progressive mesh, která umožňuje plynulou volbu úrovně detailu v závislosti na aktuálním pohledu. V praxi to znamená, že je možné zobrazit celý model s nejnižší úrovní detailu najednou a potom postupně zobrazovat větší detaily. Mezi nevýhody patří větší spotřeba paměti. Výhoda je, že lze pracovat v reálném čase. Progressive Meshes lze využít i v jiných oblastech výpočetní techniky jako postupný přenos dat přes internet nebo komprese.

## Základní princip
Progressive mesh je datová struktura, která vznikne tak, že původní model v nejlepší kvalitě zjednodušíme pomocí vhodného decimačního (zjednodušovacího) algoritmu, který v jednotlivých krocích odstraňuje některou z hran v modelu (operace edge-collapse). Je třeba provést takový počet zjednodušení, abychom dosáhli minimálního modelu. Výsledný model, který je v plné kvalitě, je pak reprezentován minimálním modelem a posloupností operací inverzních k zjednodušujícím (operace vertex split). Vzniká tak hierarchická struktura pomocí které jsme schopni vytvořit model ve zvolené úrovni detailu.

### Edge collapse (sjednocení hran)
Tato zjednodušující operace - ecol vezme hranu spojující dva vrcholy a vytvoří z ní jediný. Zároveň jsou při této operaci zrušeny dva trojúhelníky {vs, vt, vl} a {vt, vs, vr}, které byly touto hranou spojeny.

### Vertex split (rozdělení vrcholů)
Vertex split (vsplit) je inverzní operace k edge collapse a provádí rozdělení vrcholu na dva nové vrcholy. Vzniká tedy nová hrana {vt, vs} a dva nové trojúhelníky {vs, vt, vl} a {vt, vs, vr}.